# 278-я истребительная авиационная дивизия
 278-я истребительная авиационная Сибирско-Сталинская Краснознамённая ордена Суворова дивизия (278-я иад) — воинское соединение Вооружённых Сил СССР в Великой Отечественной войне.

## История наименований
- 56-я авиационная дивизия;
- 56-я истребительная авиационная дивизия;
- 56-я смешанная авиационная дивизия;
- 2-я резервная авиационная группа;
- 278-я истребительная авиационная дивизия;
- 278-я истребительная авиационная Сибирская дивизия;
- 278-я истребительная авиационная Сибирско-Сталинская дивизия;
- 278-я истребительная авиационная Сибирско-Сталинская Краснознамённая дивизия;
- 278-я истребительная авиационная Сибирско-Сталинская Краснознамённая ордена Суворова дивизия;
- 263-я истребительная авиационная Сибирско-Сталинская Краснознамённая ордена Суворова дивизия;
- Полевая почта 21310.

## Формирование
278-я истребительная авиационная дивизия сформирована 8 августа 1942 года на базе 2-й резервной авиационной группы в соответствии с Приказом НКО СССР в Московском военном округе.

## Переименование
278-я истребительная авиационная Сибирско-Сталинская Краснознамённая ордена Суворова дивизия в январе 1949 года переименована в 263-ю истребительную авиационную Сибирско-Сталинскую Краснознамённую ордена Суворова дивизию

## Расформирование
263-я истребительная авиационная Сибирско-Сталинская Краснознамённая ордена Суворова дивизия была расформирована в августе 1960 года в составе 30-й воздушной армии Прибалтийского военного округа.

## В действующей армии
В составе действующей армии:
- с 12 августа 1942 года по 16 октября 1942 года,
- с 19 апреля 1943 года по 22 июня 1943 года,
- с 9 июля 1943 года по 3 августа 1943 года,
- с 1 сентября 1943 года по 12 мая 1944 года,
- с 22 июня 1944 года по 9 сентября 1944 года,
- с 21 ноября 1944 года по 9 мая 1945 года.

## В составе объединений
| Дата          | Фронт (округ)                                   | Армия                | Корпус                                 |
| ------------- | ----------------------------------------------- | -------------------- | -------------------------------------- |
| 08.08.1942 г. | Резерв Верховного Главнокомандования            | 5-я воздушная армия  | -                                      |
| 12.08.1942 г. | Волховский фронт                                | ВВС фронта           | -                                      |
| 15.08.1942 г. | Волховский фронт                                | 14-я воздушная армия | -                                      |
| 16.10.1942 г. | Резерв Верховного Главнокомандования            | -                    | -                                      |
| 06.12.1942 г. | Резерв Верховного Главнокомандования            | -                    | 3-й истребительный авиационный корпус  |
| 07.04.1943 г. | Юго-Западный фронт                              | 17-я воздушная армия | 3-й истребительный авиационный корпус  |
| 16.04.1943 г. | Северо-Кавказский фронт                         | 4-я воздушная армия  | 3-й истребительный авиационный корпус  |
| 22.06.1943 г. | Степной военный округ                           | 5-я воздушная армия  | 3-й истребительный авиационный корпус  |
| 09.07.1943 г. | Степной фронт                                   | 5-я воздушная армия  | 3-й истребительный авиационный корпус  |
| 03.08.1943 г. | Резерв Верховного Главнокомандования            | -                    | 3-й истребительный авиационный корпус  |
| 01.09.1943 г. | Южный фронт                                     | 8-я воздушная армия  | 3-й истребительный авиационный корпус  |
| 20.10.1943 г. | 4-й Украинский фронт                            | 8-я воздушная армия  | 3-й истребительный авиационный корпус  |
| 12.05.1944 г. | Резерв Верховного Главнокомандования            | 8-я воздушная армия  | 3-й истребительный авиационный корпус  |
| 22.06.1944 г. | 3-й Белорусский фронт                           | 1-я воздушная армия  | 3-й истребительный авиационный корпус  |
| 09.09.1944 г. | Резерв Верховного Главнокомандования            | 6-я воздушная армия  | 3-й истребительный авиационный корпус  |
| 31.10.1944 г. | Резерв Верховного Главнокомандования            | -                    | 3-й истребительный авиационный корпус  |
| 21.11.1944 г. | 1-й Белорусский фронт                           | 16-я воздушная армия | 3-й истребительный авиационный корпус  |
| 10.06.1945 г. | Группа советских оккупационных войск в Германии | 16-я воздушная армия | 3-й истребительный авиационный корпус  |
| 10.01.1949 г. | Группа советских войск в Германии               | 24-я воздушная армия | 71-й истребительный авиационный корпус |
| 30.09.1953 г. | Прибалтийский военный округ                     | 30-я воздушная армия | -                                      |
| 25.08.1960 г. | Прибалтийский военный округ                     | 30-я воздушная армия | расформирована                         |

## Части и отдельные подразделения дивизии
За весь период своего существования боевой состав дивизии претерпевал изменения, в различное время в её состав входили полки:
| Период                  | Части                                 |
| ----------------------- | ------------------------------------- |
| 31.07.1942 — 16.10.1942 | 92-й истребительный авиационный полк  |
| 08.08.1942 — 18.09.1942 | 160-й истребительный авиационный полк |
| 25.08.1942 — 27.10.1942 | 739-й истребительный авиационный полк |
| 30.01.1943 — 20.02.1949 | 15-й истребительный авиационный полк  |
| 20.02.1949 — 14.04.1960 | 899-й истребительный авиационный полк |
| 17.02.1943 — 04.1960    | 43-й истребительный авиационный полк  |
| 30.01.1943 — 10.03.1947 | 274-й истребительный авиационный полк |
| 01.12.1945 — 01.06.1951 | 515-й истребительный авиационный полк |
| 01.08.1958 — 25.08.1960 | 965-й истребительный авиационный полк |

## Командир дивизии
| Звание    | Имя                         | Период                  | Примечание |
| --------- | --------------------------- | ----------------------- | ---------- |
| Полковник | Лисин Василий Тимофеевич    | 08.08.1942 — 05.06.1944 |            |
| Полковник | Орлов Константин Дмитриевич | 06.06.1944 — 12.1948    |            |
| Полковник | Бородачёв Виктор Иванович   | 02.1956 — 03.1957       |            |

## Участие в сражениях и битвах
- Битва за Ленинград:
  - Синявинская операция (1942) — с 15 августа 1942 года по 10 октября 1942 года
  - Прорыв блокады Ленинграда[5] с 12 января 1943 года по 30 января 1943 года
- Воздушное сражение на Кубани[5] с 17 апреля 1943 года по 7 июня 1943 года
- Белгородско-Харьковская стратегическая наступательная операция[5] с 3 августа 1943 года по 23 августа 1943 года
- Донбасская операция[5] с 1 сентября 1943 года по 22 сентября 1943 года
- Мелитопольская операция[5] с 26 сентября 1943 года по 5 ноября 1943 года
- Никопольско-Криворожская операция[5] с 30 января 1944 года по 29 февраля 1944 года
- Крымская операция[5] с 8 апреля 1944 года по 12 мая 1944 года
- Белорусская операция «Багратион»[5] с 23 июня 1944 года по 29 августа 1944 года
- Вильнюсская фронтовая наступательная операция[5] с 5 июля 1944 года по 20 июля 1944 года
- Каунасская наступательная операция[5] с 28 июля 1944 года по 28 августа 1944 года
- Висло-Одерская операция с 12 января 1945 по 3 февраля 1945 года
- Варшавско-Познанская наступательная операция с 14 января 1945 года по 3 февраля 1945 года
- Восточно-Померанская операция[5] с 10 февраля 1945 года по 20 марта 1945 года
- Берлинская наступательная операция[5] с 16 апреля 1945 года по 8 мая 1945 года

## Почётные наименования
- 278-й истребительной авиационной дивизии 4 мая 1943 года присвоено почётное наименование «Сибирская Сталинская»[7] с формулировкой: «В ходе войны многие авиачасти и соединения военных воздушных сил Красной Армии показали образцы мужества и геройства в борьбе против фашистских захватчиков. Некоторые из них уже получили звания Гвардейских частей и соединений, а иx личный состав с гордостью носит нагрудные знаки Гвардии Советского Союза.

В целях дальнейшего закрепления памяти о героических подвигах наших славных Сталинских соколов и создании традиций для поступающего в эти части молодого поколения».
- 15-му истребительному авиационному полку 6 июля 1944 года за отличие в боях за овладение городом и оперативно-важным железнодорожным узлом Орша[8] присвоено почётное наименование «Оршанский».
- 43-му истребительному авиационному полку 24 мая 1944 года за отличие в боях с немецкими захватчиками за освобождение города Севастополь присвоено почётное наименование «Севастопольский»[9]
- 274-му истребительному авиационному полку 6 июля 1944 года за отличие в боях за овладение городом и оперативно-важным железнодорожным узлом Орша присвоено почётное наименование «Оршанский»[4].

## Награды
- 278-я истребительная авиационная Сибирско-Сталинская дивизия за образцовое выполнение заданий командования в боях за освобождение города Севастополь и проявленные при этом доблесть и мужество Указом Президиума Верховного Совета СССР от 24 мая 1944 года награждена орденом Красного Знамени[10].
- 278-я истребительная авиационная Сибирско-Сталинская Краснознамённая дивизия Указом Президиума Верховного Совета СССР от 25 июля 1944 года награждена орденом Суворова II степени.
- 15-й Оршанский истребительный авиационный полк за образцовое выполнение заданий командования в боях с немецкими захватчиками, за овладение городом Вильнюс и проявленные при этом доблесть и мужество Указом Президиума Верховного Совета СССР от 25 июля 1944 года награждён орденом Боевого Красного Знамени.
- 15-й Оршанский Краснознамённый истребительный авиационный полк за образцовое выполнение боевых заданий командования в боях при прорыве обороны немцев и наступлении на Берлин и проявленные при этом доблесть и мужество Указом Президиума Верховного Совета СССР от 28 мая 1945 года награждён орденом Суворова III степени.
- 43-й Севастопольский истребительный авиационный полк за образцовое выполнение заданий командования в боях с немецкими захватчиками при форсировании реки Березина, за овладение городом Борисов и проявленные при этом доблесть и мужество Указом Президиума Верховного Совета СССР от 10 июля 1944 года награждён орденом Боевого Красного Знамени.
- 43-й Севастопольский Краснознамённый истребительный авиационный полк за образцовое выполнение боевых заданий командования в боях с немецкими захватчиками при овладении городом Бранденбург и проявленные при этом доблесть и мужество 28 мая 1945 года Указом Президиума Верховного Совета СССР награждён орденом Кутузова III степени.
- 274-й Оршанский истребительный авиационный полк за образцовое выполнение заданий командования в боях с немецкими захватчиками, за овладение городом Каунас и проявленные при этом доблесть и мужество Указом Президиума Верховного Совета СССР от 12 августа 1944 года награждён орденом Боевого Красного Знамени.
- 274-й Оршанский Краснознамённый истребительный авиационный полк за образцовое выполнение боевых заданий командования в боях с немецкими захватчиками при овладении городом Бранденбург и проявленные при этом доблесть и мужество 28 мая 1945 года Указом Президиума Верховного Совета СССР награждён орденом Кутузова III степени.

## Благодарности Верховного Главнокомандования
За проявленные образцы мужества и героизма Верховным Главнокомандующим дивизии объявлялись благодарности:
- За овладение городом Вильнюс[11]
- За овладение городами Бельгард, Трептов, Грайфенберг, Каммин, Гюльцов, Плате[12]
- За овладение городами Голлнов, Штепенитц и Массов[13]
- За овладение городом Альтдамм[14]

За проявленные образцы мужества и героизма Верховным Главнокомандующим дивизии в составе корпуса объявлялись благодарности:
- За прорыв обороны немцев на их плацдарме южнее города Никополь[15]
- За прорыв сильно укреплённой обороны противника на Перекопском перешейке[16]
- За освобождение города Севастополь[17]
- За освобождение города Орша[18]
- За овладение городом Минск[19]
- За овладение городом и крепостью Каунас (Ковно)[20]
- За овладение городом Варшава[21]
- За овладение городами Влоцлавек, Бжесць-Куявски и Коло[22]
- За овладение городами Хоэнзальца (Иновроцлав), Александров, Аргенау и Лабишин[23]
- За овладение городами Бервальде, Темпельбург, Фалькенбург, Драмбург, Вангерин, Лабес, Фрайенвальде, Шифелъбайн, Регенвальде и Керлин[24]
- За овладение городами Голлнов, Штепенитц и Массов[13]
- За овладение городами Франкфурт-на-Одере, Вандлитц, Ораниенбург, Биркенвердер, Геннигсдорф, Панков, Фридрихсфелъде, Карлсхорст, Кепеник и вступление в столицу Германии город Берлин[25]
- За овладение городами Науен, Эльшталь, Рорбек, Марквардт и Кетцин[26]
- За овладение городами Ратенов, Шпандау, Потсдам[27]
- За овладение городом Бранденбург[28]
- За овладение городом Берлин[29]

## Отличившиеся воины дивизии
- Бородин Николай Васильевич, старший лейтенант, заместитель командира эскадрильи 43-го истребительного авиационного полка 278-й истребительной авиационной дивизии 3-го истребительного авиационного корпуса 1-й воздушной армии 23 февраля 1945 года удостоен звания Герой Советского Союза. Золотая Звезда № 5316.
- Киселёв Иван Михайлович, старший лейтенант, командир звена 274-го истребительного авиационного полка 278-й истребительной авиационной дивизии 3-го истребительного авиационного корпуса 1-й воздушной армии 14 мая 1965 года удостоен звания Герой Советского Союза. Золотая Звезда № 10699.
- Климов Василий Владимирович, майор, штурман 15-го истребительного авиационного полка 278-й истребительной авиационной дивизии 3-го истребительного авиационного корпуса 16-й воздушной армии 15 мая 1946 года удостоен звания Герой Советского Союза. Золотая Звезда № 8265.
- Комардинкин Константин Петрович, старший лейтенант, заместитель командира эскадрильи 274-го истребительного авиационного полка 278-й истребительной авиационной дивизии 3-го истребительного авиационного корпуса 8-й воздушной армии 1 ноября 1943 года удостоен звания Герой Советского Союза. Золотая Звезда № 1272.
- Конукоев Назир Титуевич, старший лейтенант, командир эскадрильи 43-го истребительного авиационного полка 278-й истребительной авиационной дивизии 3-го истребительного авиационного корпуса 16-й воздушной армии 6 мая 1965 года удостоен звания Герой Советского Союза. Золотая Звезда № 10676.
- Костиков Фёдор Михайлович, старший лейтенант, командир звена 43-го истребительного авиационного полка 278-й истребительной авиационной дивизии 3-го истребительного авиационного корпуса 16-й воздушной армии 15 мая 1946 года удостоен звания Герой Советского Союза. Золотая Звезда № 6145.
- Кочетов Александр Васильевич, старший лейтенант, командир эскадрильи 43-го истребительного авиационного полка 278-й истребительной авиационной дивизии 3-го истребительного авиационного корпуса 8-й воздушной армии 13 апреля 1944 года удостоен звания Герой Советского Союза. Золотая Звезда № 1310.
- Лебедев Семён Андрианович, майор, командир эскадрильи 43-го истребительного авиационного полка 278-й истребительной авиационной дивизии 3-го истребительного авиационного корпуса 1-й воздушной армии 23 февраля 1945 года удостоен звания Герой Советского Союза. Золотая Звезда № 4907.
- Маковский Спартак Иосифович, старший лейтенант, командир эскадрильи 43-го истребительного авиационного полка 278-й истребительной авиационной дивизии 3-го истребительного авиационного корпуса 8-й воздушной армии 13 апреля 1944 года удостоен звания Герой Советского Союза. Золотая Звезда № 1311.
- Меркулов Владимир Иванович, лейтенант, командир звена 43-го истребительного авиационного полка 278-й истребительной авиационной дивизии 3-го истребительного авиационного корпуса 8-й воздушной армии 26 октября 1944 года удостоен звания Герой Советского Союза. Золотая Звезда № 4922.
- Моргунов Сергей Николаевич, лейтенант, командир эскадрильи 15-го истребительного авиационного полка 278-й истребительной авиационной дивизии 3-го истребительного авиационного корпуса 16-й воздушной армии 15 мая 1946 года удостоен звания Герой Советского Союза. Золотая Звезда не вручена в связи с гибелью.
- Осадчиев Александр Дмитриевич, старший лейтенант, командир эскадрильи 43-го истребительного авиационного полка 278-й истребительной авиационной дивизии 3-го истребительного авиационного корпуса 16-й воздушной армии 15 мая 1946 года удостоен звания Герой Советского Союза. Золотая Звезда № 8994.
- Ситковский Александр Николаевич, старший лейтенант, заместитель командира эскадрильи 15-го истребительного авиационного полка 278-й истребительной авиационной дивизии 3-го истребительного авиационного корпуса 8-й воздушной армии 13 апреля 1944 года удостоен звания Герой Советского Союза. Золотая Звезда № 3883.
- Слизень Леонтий Николаевич, майор, командир эскадрильи 15-го истребительного авиационного полка 278-й истребительной авиационной дивизии 3-го истребительного авиационного корпуса 16-й воздушной армии 15 мая 1946 года удостоен звания Герой Советского Союза. Золотая Звезда № 7033.
- Сувиров Виктор Иванович, капитан, командир эскадрильи 15-го истребительного авиационного полка 278-й истребительной авиационной дивизии 3-го истребительного авиационного корпуса 8-й воздушной армии 13 апреля 1944 года удостоен звания Герой Советского Союза. Золотая Звезда № 1312.
- Тарасов Павел Тимофеевич, майор, командир 15-го истребительного авиационного полка 278-й истребительной авиационной дивизии 3-го истребительного авиационного корпуса 8-й воздушной армии 13 апреля 1944 года удостоен звания Герой Советского Союза. Золотая Звезда № 1313.

## Базирование
| Период            | Аэродромы              |
| ----------------- | ---------------------- |
| 05.1945 — 08.1949 | Эльсталь, Германия     |
| 08.1949 — 1951    | Пенемюнде, Германия    |
| 1951 — 10.1953    | Дамгартен, Германия    |
| 10.1953 — 08.1960 | Тукумс, Латвийская ССР |